# Shadow in the Cloud
Shadow in the Cloud ist ein neuseeländisch-US-amerikanischer Horrorfilm aus dem Jahr 2020, der am 1. Januar 2021 veröffentlicht wurde. Regie führte Roseanne Liang, die Hauptrolle übernahm Chloë Grace Moretz.

## Handlung
Während des Zweiten Weltkrieges schafft es Maude Garrett, mit gefälschten Papieren an Bord eines Bombers zu gelangen. Sie trägt eine Box bei sich, in der sich angeblich geheime Dokumente befinden, die sie nach Samoa bringen soll. Die Besatzung des Bombers bereitet ihr einen unfreundlichen Empfang und beleidigt sie mit frauenfeindlichen Sprüchen; sie wird in der Geschützkabine auf der Unterseite des Bombers eingesperrt. Da es dort keinen Platz mehr für die Box gibt, erlaubt sie dem einzigen ihr freundlich gesinnten Besatzungsmitglied, Walter Quaid, diese an sich zu nehmen. Während sie in der Kabine sitzt, sieht Maude plötzlich eine Kreatur (Gremlin), die an der Unterseite der Tragfläche herumkrabbelt und meldet es der Besatzung über Funk.
Diese glaubt ihr aber nicht; kurz danach taucht ein feindliches Flugzeug auf, das Maude später mit dem Bordgeschütz abschießen kann. Als sie die Kabine daraufhin verlassen darf, klemmt die Luke und sie ist darin gefangen. Weil sie entrüstet auf die Kommentare der Besatzung zu ihrer Situation reagiert, geben diese ihre Versuche, die Luke zu öffnen, auf und die Kommunikation wird vom Captain unterbrochen. Während die Besatzung sie erneut kontaktiert, geht ein Funkspruch ein, der ihnen mitteilt, dass in der Armee keine Maude Garrett existiert und sie auch nicht für den Flug angemeldet ist. Maude blockiert daraufhin die Geschützkabine von Innen.
Sie gesteht, dass sie verheiratet ist und den Bomber unter ihrem Mädchennamen bestiegen hat. Dann sieht sie wieder die Kreatur, die das Flugzeug demoliert; auch Dorn sieht das Monster nun, aber die anderen glauben ihm und Maude nicht. Da vermutet wird, dass Maudes Box die Ursache für die Vorkommnisse an Bord ist, gibt Reeves den Befehl, diese zu öffnen. Zur Überraschung aller liegt darin ein Baby. Maude erklärt, dass sie von ihrem Mann misshandelt worden ist, sie eine Affäre mit Quaid einging und ungewollt schwanger wurde. Da sie Quaid nichts von dem Kind sagen wollte, täuschte Maude ihren Auftrag vor, um von ihrem Mann wegzukommen, bevor der sie womöglich töten würde.
Als der Captain zum Luftwaffenstützpunkt zurückkehren will, nähern sich drei japanische Kampfflugzeuge und die Kreatur entert den Bomber; sie verletzt Quaid und entführt die Box mit dem Baby darin. Die Kreatur taucht mit dem Baby in der Tasche vor Maude auf, woraufhin diese aus dem Geschützturm ins Freie aussteigt, mit ihrem Revolver auf das Monster feuert und es vertreibt; die Box mit dem Kind bleibt – am Flugzeug hängend – zurück. Auf waghalsige Weise klettert Maude im Freien zur Box mit ihrem Kind und steigt durch eine andere Öffnung zurück in das Flugzeug. Das Monster greift erneut an und wirft Taggart aus dem Flugzeug, bevor Maude es aus dem Bomber befördern kann. Es stürzt scheinbar zunächst ab, kann sich jedoch retten, da es Flügel hat. Die angreifenden japanischen Jäger töten drei Besatzungsmitglieder durch Geschützfeuer – darunter den Captain. Maude übernimmt das Kommando und bringt das demolierte Flugzeug zur Notlandung. Bevor das Flugzeug mitten in der Wildnis explodiert, können sich die restlichen Besatzungsmitglieder ins Freie retten. Das Monster taucht am Boden abermals auf und versucht erneut, das Baby an sich zu reißen; Maude kämpft mit ihm und kann es schließlich töten. Danach nimmt sie ihr schreiendes Baby, setzt sich auf einen umgestürzten Baumstamm, entblößt ihre linke Brust und stillt damit den hungrigen Säugling.

## Produktion

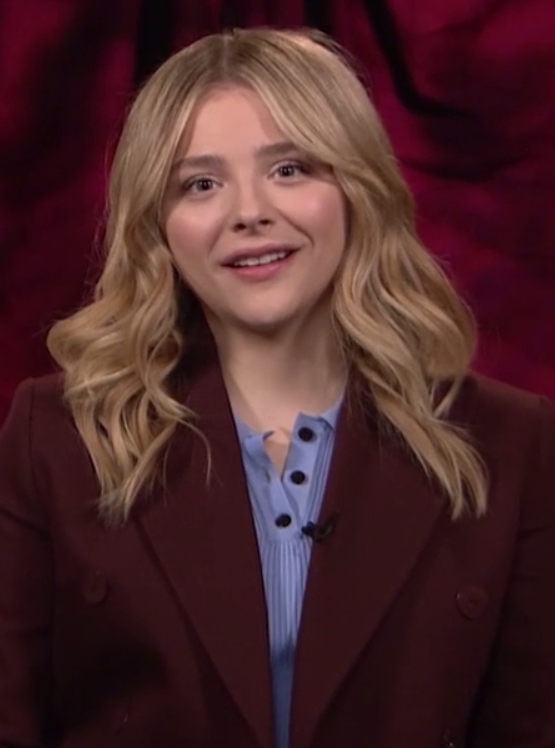
Chloe Grace Moretz 2019

Im Januar 2019 wurde bekannt, dass Chloë Grace Moretz die Hauptrolle übernehmen wird und Roseanne Liang Regie führt. Brian Kavanaugh-Jones, Fred Berger, Kelly McCormick und Tom Hern würden als Produzenten fungieren. Im April 2019 gab Moretz bekannt, dass das Drehbuch nach den Anschuldigungen gegen Max Landis, den Sohn von John Landis, wegen sexueller Übergriffe mehrmals umgeschrieben wurde. Landis wurde auch als Produzent des Films entfernt, Liang schrieb den Film neu. Aufgrund der Regeln der Writers Guild of America wird Landis trotzdem als Drehbuchautor mitaufgeführt.
Die Dreharbeiten begannen im Juni 2019.

## Veröffentlichung
Der Film hatte seine Weltpremiere auf dem Toronto International Film Festival am 12. September 2020. Kurz darauf erwarben Vertical Entertainment und Redbox Entertainment die Vertriebsrechte an dem Film. In den USA wurde er am 1. Januar 2021 veröffentlicht.

## Rezeption
Bei Rotten Tomatoes bekam der Film eine Zustimmungsrate von 79 Prozent basierend auf 66 Kritiken, mit einer durchschnittlichen Bewertung von 6.4/10. Bei Metacritic hat der Film eine gewichtete Durchschnittsnote von 65/100, basierend auf 16 Kritiken, was auf „allgemein positive Kritiken“ hinweist.